# Coelogyne tenuis
Coelogyne tenuis är en orkidéart som beskrevs av Robert Allen Rolfe.
Coelogyne tenuis ingår i släktet Coelogyne och familjen orkidéer. Inga underarter finns listade i Catalogue of Life.